# Yugo

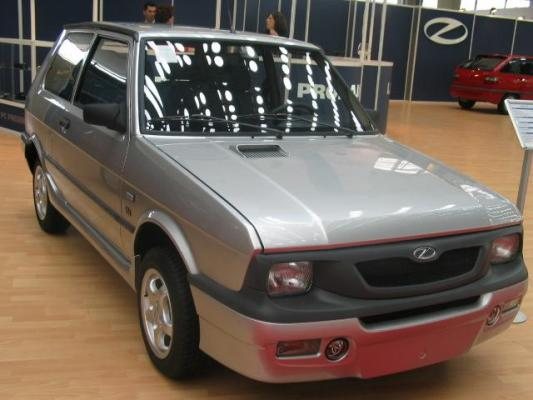
Yugo Koral In

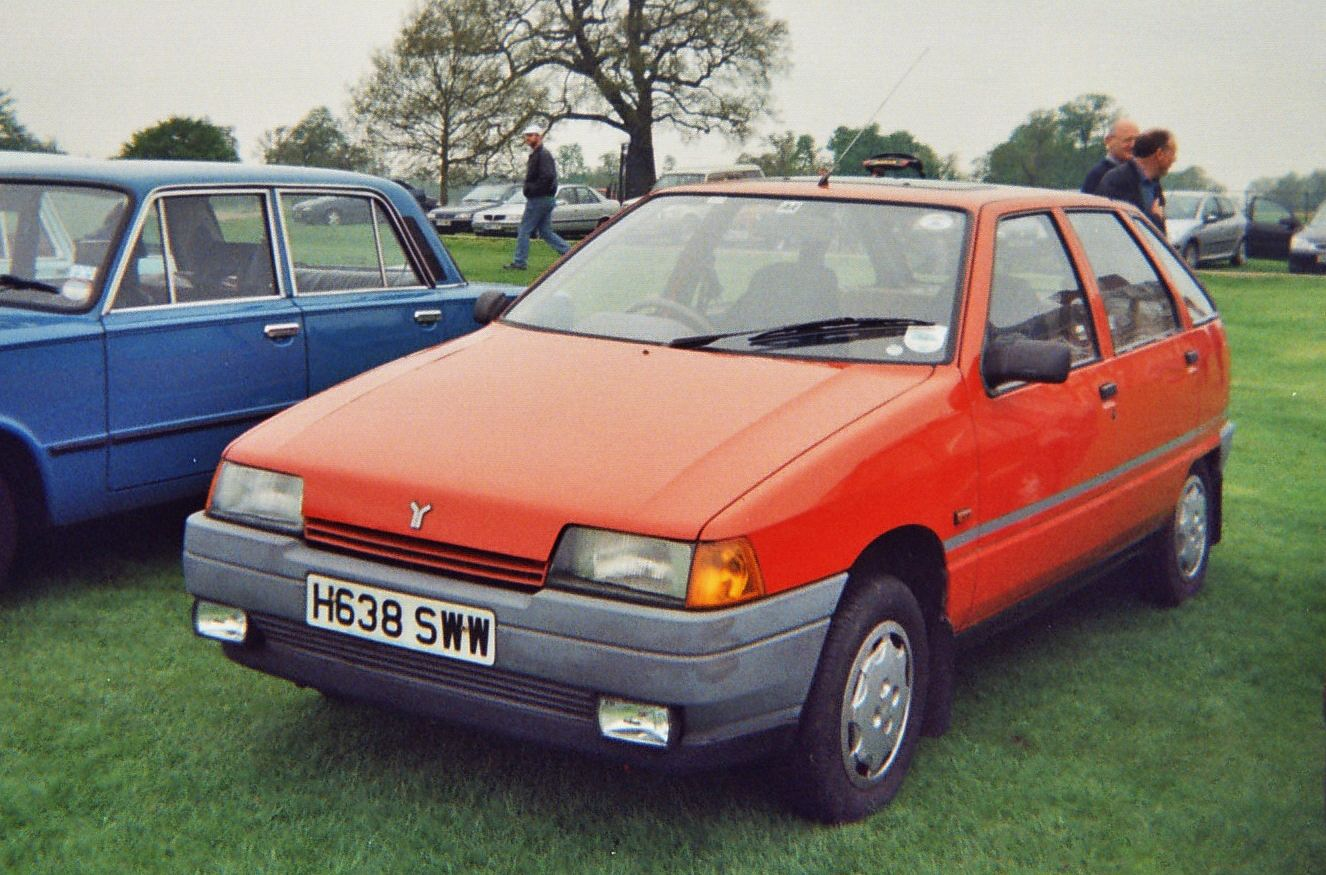
Yugo Florida från 1991

Yugo var namnet på en bil som tillverkades av den jugoslaviska/serbiska biltillverkaren Zastava för den amerikanska marknaden mellan 1978 och 2008. 
Produktionen upphörde efter 30 år den 21 november 2008, och i dess fabriker ska det tillverkas Fiatbilar åt de italienska bilmärket. På 30 år producerades mer än 800 000 bilar, med en produktionstopp år 1989 med 220 000 bilar.
Designen var ganska lik Fiat 128. Bilen hette från början Zastava Koral. Men eftersom bilen kom från forna Jugoslavien så döptes den om till Yugo 45 Koral när ett avtal om export till Amerika tecknats. I USA hette bilen Yugo GV (Great Value).